# Probable primo
En matemáticas, especialmente en la teoría de los números, un probable primo es un entero que probablemente sea primo por cumplir la prueba probabilística de Fermat. Probables primos pueden ser compuestos, pero las pruebas se designan de tal modo que probablemente no lo sean.
Estas pruebas probabilísticas son más fáciles de efectuar que los tests que garantizan primalidad, y los probables primos compuestos son útiles también en algoritmos de cifrado que emplea números primos.